# ビカミング・ア・ゴッド
『ビカミング・ア・ゴッド』（原題: On Becoming a God in Central Florida、オン・ビカミング・ア・ゴッド・イン・セントラル・フロリダ）は、2019年に放送されたアメリカ合衆国のコメディドラマシリーズ。ネットワークビジネスに没頭する主人公を描くダークコメディ。企画・制作はロバート・ファンケ、マット・ルツキー、製作総指揮はジョージ・クルーニーが務め、キルスティン・ダンストらが出演した。アメリカでは2019年8月25日にShowtimeで放送が開始された。
本作はシーズン2への更新が決定していたが、COVID-19流行の影響で後に撤回、ドラマ自体も打ち切りとなった。放送局のShowtimeは、打ち切りの理由としてパンデミックの影響を挙げているが、制作を外部のSony TVに一任していたこともあり、シリーズの製作を続ける場合はコロナウイルスの感染防止策にかかる費用に加え、追加のコストとライセンス料を負担しなければならなかったため、このことも理由になったと考えられている。
日本では2020年5月1日からスターチャンネルより日本語字幕・吹き替え版が配信・放送された。

## あらすじ
主人公クリスタル・スタッブスは、グレーター・オーランドに住む最低賃金で働く貧乏人。熱中するネットワークビジネス"FAM"の上級会員になるべく、才能を開花させのし上がっていく。

## キャスト

### メイン
クリスタル・スタッブス
演 - キルスティン・ダンスト、日本語吹替 - 斎藤恵理
コーディ･ボナー
演 - テオドール・ペルラン、日本語吹替 - 西村俊彦
アーニー・ゴメス
演 - メル・ロドリゲス、日本語吹替 - 広田みのる
ベッツ・ゴメス
演 - ベス・ディットー、日本語吹替 - 八百屋杏
オビー･ガーボー２世
演 - テッド・レヴィン、日本語吹替 - 辻親八

### リカーリング
トラヴィス・スタッブス
演 - アレクサンダー・スカルスガルド、日本語吹替 - 桐本拓哉
スタン・ヴァン・グランデガード
演 - ウスマン・アライ、日本語吹替 - 烏丸祐一
ハロルド・ゴメス
演 - クーパー・ジャック・ルービン
キャロル・ウィルクス
演 - ジュリー・ベンツ
ミルタ･ヘララ
演 - メリッサ・デ・スーザ、日本語吹替 - 杉本ゆう
ルイーズ・ガーボー
演 - シャロン・ローレンス、日本語吹替 - つきのはる
エレン・ジョイ・ボナー
演 - メアリー・スティーンバージェン、日本語吹替 - 有川知江
パット・スタンレー
演 - ジョシュ・ファーデム
ロジャー・ペンランド
演 - ケヴィン・J・オコナー、日本語吹替 - 佐々木睦
キッシンジャー・ハイト
演 - ビリー・スローター
バック・ブリッジズ
演 - デヴィッド・ペイマー
ハーモニー
演 - シャーリー・ヘドリー
ロンダ
演 - ダヴァイン・ジョイ・ランドルフ
ジャド・ウォルトリップ
演 - ジョン・アール・ジェルクス、日本語吹替 - ボルケーノ太田

## エピソード
| 通算 話数 | タイトル                                          | 監督                | 脚本                                            | 放送日                                          | U.S.視聴者数 (百万人) |
| --------- | ------------------------------------------------- | ------------------- | ----------------------------------------------- | ----------------------------------------------- | --------------------- |
| 1         | "人生の舵を取れ" "The Stinker Thinker"            | Charlie McDowell    | Robert Funke Matt Lutsky                        | 2019年8月16日 (online) 2019年8月25日 (Showtime) | 0.173                 |
| 2         | "アーニーの憂うつ" "The Gloomy-Zoomies"           | Jeremy Podeswa      | Robert Funke                                    | 2019年8月16日 (online) 2019年8月25日 (Showtime) | 0.138                 |
| 3         | "人生は“イエス”" "A Positive Spin!"               | ローズ・トローシュ  | Matt Lutsky                                     | 2019年9月1日                                    | 0.216                 |
| 4         | "新規開拓" "Manifest Destinee"                    | Rodman Flender      | Pamela Davis                                    | 2019年9月8日                                    | 0.235                 |
| 5         | "聖地での戦い" "Many Masters"                     | Daniel Scheinert    | Mike Goldbach                                   | 2019年9月15日                                   | 0.216                 |
| 6         | "アメリカンドリームの裏側" "American Merchandise" | Julie Anne Robinson | Carlos Rios                                     | 2019年9月22日                                   | 0.185                 |
| 7         | "試される男" "Flint Glass"                        | Matt Spicer         | Esta Spalding                                   | 2019年9月29日                                   | 0.214                 |
| 8         | "誕生日" "Birthday Party"                         | So Yong Kim         | Robert Funke Matt Lutsky                        | 2019年10月6日                                   | 0.161                 |
| 9         | "FAM感謝祭" "Wham Bam Thank You FAM"              | Tricia Brock        | Pamela Davis & Jessica Blaire & Stephanie Riggs | 2019年10月13日                                  | 0.132                 |
| 10        | "自らつかんだ成功" "Go Getters Gonna Go Getcha"   | Charlie McDowell    | Robert Funke & Matt Lutsky & Esta Spalding      | 2019年10月20日                                  | 0.179                 |

## 製作
2017年1月6日、AMCが本作の製作を進めていることが報じられた。この時点ではヨルゴス・ランティモスが製作総指揮・監督として予定されていた。2018年6月25日、製作がYouTube Premiumに移行し全10話が発注された。2019年6月17日、本作をShowtimeが買収し2019年8月25日に放送を開始することが発表された。

## 評価

### 批評
本作は批評家から好意的な評価を受けている。批評集積サイトのRotten Tomatoesには38件のレビューがあり、批評家支持率は84%、平均点は10点満点で7.47点となっている。また、Metacriticには22件のレビューがあり、加重平均値は76/100となっている。